# رالف كوبر
رالف كوبر (بالإنجليزية: Ralph Cooper)‏ هو ممثل أمريكي، ولد في 16 يناير 1908 بنيويورك في الولايات المتحدة، وتوفي بنفس المكان في 4 أغسطس 1992 بسبب سرطان.

## وصلات خارجية
- رالف كوبر على موقع IMDb (الإنجليزية)
- رالف كوبر على موقع ميوزك برينز (الإنجليزية)
- رالف كوبر على موقع إن إن دي بي (الإنجليزية)
- رالف كوبر على موقع قاعدة بيانات الفيلم (الإنجليزية)